# بوفچه-شبگرد نیوزیلندی
بوفچه-شبگرد نیوزیلندی (نام علمی: Aegotheles novazelandiae) نام یک گونه از راسته شبگردسانان است.